# 大馬璘遺址
大馬璘遺址位於臺灣南投縣埔里鎮，最早於1900年由鳥居龍藏所發現:1。2009年10月30日，南投縣政府將此遺址以「大馬璘遺址」的名義公告為該縣的文化資產。2018年11月20日，因應〈文化資產保存法〉修改，將文化資產名稱修改為「大馬璘考古遺址」。

## 沿革
二次大戰後，民國38年（1949年）中央研究院與臺灣大學合作發掘，1970年代濁大計劃也曾經在此進行小規模發掘。
民國97年（2008年）1月9日，埔里的文史工作者簡史朗向南投縣文化局通報南投縣射箭中心預定建設基地疑似有大馬璘遺址文物遭受破壞，之後在該年2月15日南投縣文化局邀請專家學者會勘後，確認該地區屬於大馬璘遺址的一部份，而緊急停止射箭中心興建工程:1。民國98年（2009年）10月30日，南投縣政府將此遺址以「大馬璘遺址」的名義公告為該縣的文化資產。
民國106年（2017年）1月17日，在原射箭中心預定地上興建的「大馬璘遺址文化園區」工程正式動工，民國108年（2019年）9月左右完工。